# Reprezentacja Wenezueli w koszykówce mężczyzn
Reprezentacja Wenezueli w koszykówce mężczyzn – drużyna, która reprezentuje Wenezuelę w koszykówce mężczyzn. Za jej funkcjonowanie odpowiedzialna jest Wenezuelska Federacja Koszykówki - Federación Venezolana de Baloncesto.

## Udział w międzynarodowych turniejach

### Igrzyska olimpijskie
| Udział w Igrzyskach Olimpijskich | Udział w Igrzyskach Olimpijskich | Udział w Igrzyskach Olimpijskich | Udział w Igrzyskach Olimpijskich | Udział w Igrzyskach Olimpijskich | Udział w Igrzyskach Olimpijskich |                         |
| Rok                              | Runda                            | Miejsce                          | M                                | W                                | P                                |                         |
| -------------------------------- | -------------------------------- | -------------------------------- | -------------------------------- | -------------------------------- | -------------------------------- | ----------------------- |
| 1936                             | Nie brała udziału                | Nie brała udziału                | Nie brała udziału                | Nie brała udziału                | Nie brała udziału                | Nie brała udziału       |
| 1948                             | Nie brała udziału                | Nie brała udziału                | Nie brała udziału                | Nie brała udziału                | Nie brała udziału                | Nie brała udziału       |
| 1952                             | Nie brała udziału                | Nie brała udziału                | Nie brała udziału                | Nie brała udziału                | Nie brała udziału                | Nie brała udziału       |
| 1956                             | Nie brała udziału                | Nie brała udziału                | Nie brała udziału                | Nie brała udziału                | Nie brała udziału                | Nie brała udziału       |
| 1960                             | Nie zakwalifikowała się          | Nie zakwalifikowała się          | Nie zakwalifikowała się          | Nie zakwalifikowała się          | Nie zakwalifikowała się          | Nie zakwalifikowała się |
| 1964                             | Nie zakwalifikowała się          | Nie zakwalifikowała się          | Nie zakwalifikowała się          | Nie zakwalifikowała się          | Nie zakwalifikowała się          | Nie zakwalifikowała się |
| 1968                             | Nie zakwalifikowała się          | Nie zakwalifikowała się          | Nie zakwalifikowała się          | Nie zakwalifikowała się          | Nie zakwalifikowała się          | Nie zakwalifikowała się |
| 1972                             | Nie zakwalifikowała się          | Nie zakwalifikowała się          | Nie zakwalifikowała się          | Nie zakwalifikowała się          | Nie zakwalifikowała się          | Nie zakwalifikowała się |
| 1976                             | Nie zakwalifikowała się          | Nie zakwalifikowała się          | Nie zakwalifikowała się          | Nie zakwalifikowała się          | Nie zakwalifikowała się          | Nie zakwalifikowała się |
| 1980                             | Nie zakwalifikowała się          | Nie zakwalifikowała się          | Nie zakwalifikowała się          | Nie zakwalifikowała się          | Nie zakwalifikowała się          | Nie zakwalifikowała się |
| 1984                             | Nie zakwalifikowała się          | Nie zakwalifikowała się          | Nie zakwalifikowała się          | Nie zakwalifikowała się          | Nie zakwalifikowała się          | Nie zakwalifikowała się |
| 1988                             | Nie zakwalifikowała się          | Nie zakwalifikowała się          | Nie zakwalifikowała się          | Nie zakwalifikowała się          | Nie zakwalifikowała się          | Nie zakwalifikowała się |
| 1992                             | Faza grupowa                     | 11/12                            | 5                                | 1                                | 4                                |                         |
| 1996                             | Nie zakwalifikowała się          | Nie zakwalifikowała się          | Nie zakwalifikowała się          | Nie zakwalifikowała się          | Nie zakwalifikowała się          | Nie zakwalifikowała się |
| 2000                             | Nie zakwalifikowała się          | Nie zakwalifikowała się          | Nie zakwalifikowała się          | Nie zakwalifikowała się          | Nie zakwalifikowała się          | Nie zakwalifikowała się |
| 2004                             | Nie zakwalifikowała się          | Nie zakwalifikowała się          | Nie zakwalifikowała się          | Nie zakwalifikowała się          | Nie zakwalifikowała się          | Nie zakwalifikowała się |
| 2008                             | Nie zakwalifikowała się          | Nie zakwalifikowała się          | Nie zakwalifikowała się          | Nie zakwalifikowała się          | Nie zakwalifikowała się          | Nie zakwalifikowała się |
| 2012                             | Nie zakwalifikowała się          | Nie zakwalifikowała się          | Nie zakwalifikowała się          | Nie zakwalifikowała się          | Nie zakwalifikowała się          | Nie zakwalifikowała się |
| 2016                             | Faza grupowa                     | 10/12                            | 5                                | 1                                | 4                                |                         |
| 2020                             |                                  |                                  |                                  |                                  |                                  |                         |
| 2024                             |                                  |                                  |                                  |                                  |                                  |                         |
| 2028                             |                                  |                                  |                                  |                                  |                                  |                         |
| Razem                            | Razem                            | Razem                            | 10                               | 2                                | 8                                |                         |

### Mistrzostwa Świata
| Udział w Mistrzostwach Świata | Udział w Mistrzostwach Świata | Udział w Mistrzostwach Świata | Udział w Mistrzostwach Świata | Udział w Mistrzostwach Świata | Udział w Mistrzostwach Świata |
| Rok                           | Runda                         | Miejsce                       | M                             | W                             | P                             |
| ----------------------------- | ----------------------------- | ----------------------------- | ----------------------------- | ----------------------------- | ----------------------------- |
| 1950-1986                     | Nie zakwalifikowała się       | Nie zakwalifikowała się       | Nie zakwalifikowała się       | Nie zakwalifikowała się       | Nie zakwalifikowała się       |
| 1990                          | Faza grupowa                  | 11/16                         | 8                             | 4                             | 4                             |
| 1994                          | Nie zakwalifikowała się       | Nie zakwalifikowała się       | Nie zakwalifikowała się       | Nie zakwalifikowała się       | Nie zakwalifikowała się       |
| 1998                          | Nie zakwalifikowała się       | Nie zakwalifikowała się       | Nie zakwalifikowała się       | Nie zakwalifikowała się       | Nie zakwalifikowała się       |
| 2002                          | Faza grupowa                  | 14/16                         | 5                             | 1                             | 4                             |
| 2006                          | Faza grupowa                  | 21-24/24                      | 5                             | 1                             | 4                             |
| 2010                          | Nie zakwalifikowała się       | Nie zakwalifikowała się       | Nie zakwalifikowała się       | Nie zakwalifikowała się       | Nie zakwalifikowała się       |
| 2014                          | Nie zakwalifikowała się       | Nie zakwalifikowała się       | Nie zakwalifikowała się       | Nie zakwalifikowała się       | Nie zakwalifikowała się       |
| 2019                          |                               | /32                           |                               |                               |                               |